# Surat (Puy-de-Dôme)
Surat település Franciaországban, Puy-de-Dôme megyében. Lakosainak száma 611 fő (2022. január 1.). Surat Thuret, Martres-sur-Morge, Saint-André-le-Coq, Saint-Ignat és Sardon községekkel határos.

## Népesség
A település népessége az elmúlt években az alábbi módon változott:
| Lakosok száma | 558  | 564  | 579  | 567  | 567  | 580  | 591  | 601  | 611  |
|               | 2013 | 2015 | 2016 | 2017 | 2018 | 2019 | 2020 | 2021 | 2022 |